# Beder
 Beder  falu Horvátországban Zágráb megyében. Közigazgatásilag Szamoborhoz tartozik.

## Fekvése
Zágrábtól 29 km-re, községközpontjától 9 km-re nyugatra a Zsumberk-Szamobori-hegység lejtőin fekszik.

## Története
1513-ban "possessio Bedra", 1598-ban "Bedra", 1773-ban "Beder" alakban említik. 1857-ben 116, 1910-ben 193 lakosa volt. Trianon előtt Zágráb vármegye Szamobori járásához tartozott. 2011-ben 83 lakosa volt.

## Lakosság
| Lakosság változása | Lakosság változása | Lakosság változása | Lakosság változása | Lakosság változása | Lakosság változása | Lakosság változása | Lakosság változása | Lakosság változása | Lakosság változása | Lakosság változása | Lakosság változása | Lakosság változása | Lakosság változása | Lakosság változása | Lakosság változása |
| ------------------ | ------------------ | ------------------ | ------------------ | ------------------ | ------------------ | ------------------ | ------------------ | ------------------ | ------------------ | ------------------ | ------------------ | ------------------ | ------------------ | ------------------ | ------------------ |
| 1857               | 1869               | 1880               | 1890               | 1900               | 1910               | 1921               | 1931               | 1948               | 1953               | 1961               | 1971               | 1981               | 1991               | 2001               | 2011               |
| 116                | 126                | 154                | 177                | 176                | 193                | 167                | 204                | 215                | 226                | 218                | 198                | 165                | 113                | 104                | 83                 |

## Külső hivatkozások
- Szamobor hivatalos oldala
- A szamobori Szent Anasztázia plébánia honlapja
- Szamobor város turisztikai egyesületének honlapja